# Kamajai
Kamajai è una città del distretto di Rokiškis della contea di Panevėžys, nel nord-est della Lituania. Secondo un censimento del 2011, la popolazione ammonta a 577 abitanti. È 14 km a sud di Rokiškis: vi ha sede un piccolo ospedale e una biblioteca.
Ospita ogni anno il festival "Kuc kuc Kamajuos".
È il centro più importante dell’omonima seniūnija.

## Storia
Kamajai è nota sin dal 1541. La prima chiesa in legno fu costruita nel 1635 e due decenni dopo acquisì lo status giuridico-amministrativo di centro abitato. Intorno al 1745, furono costruiti diversi edifici sullo stile classicista. La planimetria urbanistica è rettangolare, con quattro strade che partono dal centro e formano angoli di 90 gradi. La parte più vecchia dell’insediamento, specialmente la strada dei negozi, è protetta dal Ministero dei beni culturali per le caratteristiche architettoniche.
Ne 1774, fu aperta una scuola religiosa. During the la rivolta di Gennaio del 1863, l’insediamento fu occupato da ribelli guidati da Antanas Mackevičius. Nel 1905, a seguito della guerra russo-giapponese, nacquero diversi moti insurrezionali: gli abitanti del posto decisero di fondare la Repubblica di Kamajai e resistettero con la forza alle autorità zariste prima di cedere. La nuova chiesa di Kamajai, dedicata a San Casimiro, fu eretta nel 1903 secondo lo stile neogotico. Ha due guglie di cui una, riportano le fonti, fu distrutta nel corso della Seconda guerra mondiale, e l’altra fu gravemente danneggiata. Non possedendo i fondi necessari per riparare la costruzione, gli abitanti decisero di raderla al suolo: ad oggi, le torri non sono ancora state ricostruite.
Kamajai è nota per aver ospitato fino alla sua morte il sacerdote e poeta Antanas Strazdas. È sepolto nel cimitero cittadino, sebbene non sia nota l’ubicazione precisa dei suoi resti. Al centro del cimitero è stata costruita una croce commemorativa, oltre ad un monumento nella piazza principale nel 1933, in occasione del centesimo anniversario della sua morte. Anche la scuola locale è a lui intitolata.
Il 14 luglio 1945 si riportano scontri tra i Fratelli della foresta di Svėdasai, spostatisi a Kamajai per combattere contro l'NKVD.
Dal 23 giugno 2005 lo stemma attuale di Kamajai è divenuto quello ufficiale.